# 塔拉斯 (加利福尼亞州)
塔拉斯（英語：Talus）是位於美國加利福尼亞州因約縣的一個非建制地區。該地的面積和人口皆未知。

## 地理
塔拉斯的座標為36°05′13″N 117°58′22″W / 36.08694°N 117.97278°W，而該地的平均海拔高度為1137米（即3730英尺）。